# 上田市立塩川小学校
上田市立塩川小学校（うえだしりつ しおがわしょうがっこう）は、長野県上田市にある公立小学校。
旧・小県郡丸子町地区で同町の最後の編入合併相手塩川村全域と旧小県郡東部町（現：東御市）から編入した地域を校区としている。

## 概要・歴史
1965年時点での小県郡丸子町の小学校（すべて町立）は丸子・東内・西内・依田・長瀬・塩川の6校。この内依田以降の3校は北部地域にあったため丸子町北部3校。あるいは1888年に存在していた「長瀬学校」から分れ出たため「旧長瀬学校3校」と呼ばれていたそうだが依田と長瀬は1973年に統合されて廃校、現在の上田市立丸子北小学校が設置された。従って北部3校では唯一統合されなかった学校である。
1873年、学制頒布の翌年に小県郡塩川村を校区とする「塩川学校」として開校。しかし当時の塩川村は1889年の発足以前で南部は同郡藤原田村として独立していたため校区に加えられなかった。1874年に藤原田村が「大同学校」から独立し「明敬学校」を開校。1878年に「明敬学校」を吸収合併するが1882年に再び独立し「藤原田学校」を開校させる。
1886年に「塩川学校」と「藤原田学校」は「大同学校」と合併し「長瀬学校」の塩川・藤原田両分教場となる。そして1889年に小県郡塩川村が藤原田村を編入し発足すると「長瀬学校」は解体。旧塩川を本校、旧藤原田を分教場とする村立塩川尋常小学校として独立する。1895年に高等科の分値により村立塩川尋常高等小学校と改称する。1941年に国民学校令により村立塩川国民学校と改称すると藤原田分教場は分校と改称し終戦。1947年の学制改革により村立塩川小学校と改称と同時に併設で塩川中学校開校し併設中学校は本校のみ設置し分校は小学校のみとなった。
1954年村立塩川小学校藤原田分校は廃止。1956年小県郡塩川村が丸子町に合併し小県郡丸子町立塩川小中学校と改称したが1958年併設していた塩川中学校が小県郡丸子町立→上田市立丸子中学校に統合されて（※1962年から小県郡丸子町立依田川中学校（現：上田市立丸子北中学校）の校区となる）小学校単独に戻った。そして1973年以降を独立を保ち続けて歴史を重ね、2006年の小県郡丸子町・真田町・武石村と上田市の対等合併による新・上田市発足で上田市立塩川小学校と改称するに至った。

## 略年表
- 1873年 - 小県郡塩川村を校区とする「塩川学校」として開校。
- 1874年 - 小県郡藤原田村が「大同学校」から独立し「明敬学校」開校。
- 1878年 - 「塩川学校」、「明敬学校」を吸収合併。
- 1882年 - 藤原田村が「塩川学校」から独立し「藤原田学校」開校。
- 1886年 - 「塩川学校」・「藤原田学校」が「大同学校」と合併。「長瀬学校」の塩川・藤原田両分教場となる。
- 1889年 - 小県郡塩川村が藤原田村を編入し発足。「長瀬学校」が解体され旧塩川を本校、旧藤原田を分教場とする村立塩川尋常小学校発足。
- 1895年 - 小県郡立高等小学校の廃止による高等科の分値により村立塩川尋常高等小学校と改称。
- 1941年 - 国民学校令発布により村立塩川国民学校と改称。藤原田分教場は分校となる。
- 1947年 - 学制改革の第1弾6・3制の実施により村立塩川小学校と改称。同時に併設で塩川中学校が開校するが併設中学校は本校に置き藤原田分校は小学校のみとなる。
- 1954年 - 村立塩川小学校藤原田分校が廃止され本校に統合。これにより村立塩川小中学校に統一。
- 1956年 - 小県郡塩川村が丸子町に合併。小県郡丸子町立塩川小中学校と改称。
- 1958年 - 併設していた塩川中学校が小県郡丸子町立丸子中学校（現：上田市立丸子中学校）に統合されたため小学校単独に戻る。
- 1962年 - 旧塩川中学校が小県郡丸子町立丸子中学校から同依田川中学校（現：上田市立丸子北中学校）に移管。
- 1966年 - 小県郡東部町立田中小学校（現：東御市立田中小学校）の一部地域を編入。
- 2006年 - 小県郡丸子町・真田町・武石村と上田市が対等合併し新・上田市が発足。上田市立塩川小学校と改称。

## 学校所在地
- 〒386-0401　長野県上田市塩川1400番地